# AB III
AB III je třetí studiové album americké rockové kapely Alter Bridge. Producentem je opět Michael "Elvis" Baskette, stejně jako u druhého alba "Blackbird". 

Vydáno bylo pod vydavatelstvím Roadrunner Records (mimo USA), se kterým kapela uzavřela smlouvu nedlouho před tím. V Německu a Austrálii vyšlo jako první, dne 8. října 2010, v Anglii a ostatních částech Evropy pak 11. října 2010. V USA bylo vydáno ve vlastním nákladu kapely ve spolupráci s vydavatelstvím Capitol Records/EMI dne 9. listopadu 2010. V Japonsku pak vychází 24. listopadu 2010. V České republice zajišťuje distribuci Supraphon.

Název AB III byl původně pracovním označením desky, které se nakonec kapela rozhodla ponechat jako oficiální název alba. 

Prvním singlem se stala skladba "Isolation" s datem vydání v Evropě 26. září 2010 a v USA 9. listopadu 2010. Videoklip k singlu "Isolation" měl premiéru 6. prosince 2010. 

AB III je pro kapelu doposud nejúspěšnějším albem a také získalo všeobecné uznání od kritiků.

## Seznam skladeb
1. Slip To The Void - 4:55
2. Isolation - 4:15
3. Ghost Of Days Gone By - 4:28
4. All Hope Is Gone - 4:51
5. Still Remains - 4:47
6. Make It Right - 4:18
7. Wonderful Life - 5:22
8. I Know It Hurts - 3:57
9. Show Me A Sign - 5:58
10. Fallout - 4:24
11. Breathe Again - 4:24
12. Coeur d'Alene - 4:33
13. Life Must Go On - 4:34
14. Words Darker Then Their Wings - 5:21

Japan verze - bonus
1. For What May Never Come - 4:06

US verze - bonusy
1. Zero - 4:39
2. Home - 3:29

## Popis alba
AB III je volné koncepční album s dynamickou, progresivní hudbou a výjimečnými vokály. Obsahuje 14 písní a zdá se, že Alter Bridge předkládá svůj zatím nejlepší materiál plný emocí a prožitku. Nejen kytaroví nadšenci nepochybně ocení kvalitu kytarových partů, o které se Mark Tremonti tentokrát častěji než dříve dělí s Mylesem Kennedym. Ten je také autorem drtivé většiny pozoruhodných textů, i když autorství je oficiálně přisouzeno nedílně všem členům kapely. Ty podstatně přispívají k daleko temnějšímu a dramatičtějšímu vyznění celé desky, než jsme nalezli u předchozích dvou alb. První dvě alba jsou lyricky víceméně pozitivní, s tématy naděje a vytrvalosti tváří v tvář neštěstí, na AB III jsou texty výrazně temnější a pojednávají převážně o bezvýchodnosti, beznaději, vnitřním zápase člověka s démony a touhou znovu uvěřit v lásku, v přátelství, v život, ve vyšší moc. Jak Kennedy uvádí, popisují pocity a myšlenky člověka, který zjišťuje, že vše, co považoval v životě za absolutní pravdu, nemusí existovat.

Album začíná skladbou „Slip To The Void“ s husí kůži nahánějícím Kennedyho vokálem v doprovodu kláves, vzápětí Tremonti rozpoutá smršť riffů a mění náladu songu na slušně rozjetý vlak. Další, po všech stránkách „hard“ skladba je singl „Isolation“ se skvěle nabušeným dialogem kytary vs. bicí a následným Kennedyho sólem. Poté přichází zdánlivý oddech v nádherně gradující „Ghost Of Days Gone By“. Následuje melodická, v závěru dramaticky bezvýchodná „All Hope Is Gone“. Kennedyho orientální nápěv uvádí další pěkně tvrdou pecku „Still Remains“ se skvělou basovou linkou Briana Marshalla. „Make It Right“ je pozitivní melodie se zajímavou kytarou ve slokách. Následující epos „Wonderful Life“ je dokonalou ukázkou Kennedyho autorských kvalit, stejně jako jeho zpěvu plného hlubokého citu a vroucnosti. Jeden z nejlepších kusů, který kapela nahrála. Skladba „I Know It Hurts“ opět přitvrdí a následná „ Show Me A Sign“ patří k nejtemnějším na albu - atmosféra je napjatá, umocněná zvony, specifickým rytmem bicích Scotta Phillipse a Kennedyho naléhavým zpěvem a recitací ve středu písně. Skladba „Fallout“ může svým názvem evokovat stejnojmenné album The Mayfield Four a jeho titulní píseň, ale je jiná, neméně skvělá. Pomalejší „Breathe Again“ je přímo protkaná složitými kytarovými sóly a poctivě hudebně tvrdá „Coeur d'Alene“ (název je podle jezera Coeur d'Alene v USA, v Idahu, blízko Spokane - Kennedyho bydliště) s melodickým zpěvným partem přináší klasickou ukázku muzikantské specifiky Alter Bridge. Přes emotivní baladu „Life Must Go On“ se dostáváme k závěrečné písni „Words Darker Than Their Wings“, která patří k vrcholům alba. Můžeme zde slyšet Marka Tremontiho jako zpěváka spolu s Kennedym, který v závěru opět předvádí svou hlasovou výjimečnost.

Všechny písně jsou směsí epické harmonie, ostrých riffů a perfektního rytmického základu, obsahují spoustu jedinečných drobností a nuancí, které společně říkají: Tohle je Alter Bridge!

## Singly
- Isolation (2010) VIdeoklip na Youtube
- I Know It Hurts (2011)

## Obsazení
- Myles Kennedy - sólový zpěv, kytara rytmická i sólová, klávesy
- Mark Tremonti - doprovodný i sólový zpěv, kytara sólová i doprovodná
- Brian Marshall - baskytara
- Scott Phillips - bicí, perkuse

Produkce
- Michael "Elvis" Baskette - producent
- Brian Sperber - mixování
- Ted Jensen - mastering